# Johanna I av Burgund
Johanna I av Burgund, född 1191, död 1205, var regerande pfalzgrevinna av Burgund från 1200 till 1205.